# 東京海上日動ビッグブルー (女子バスケットボール)

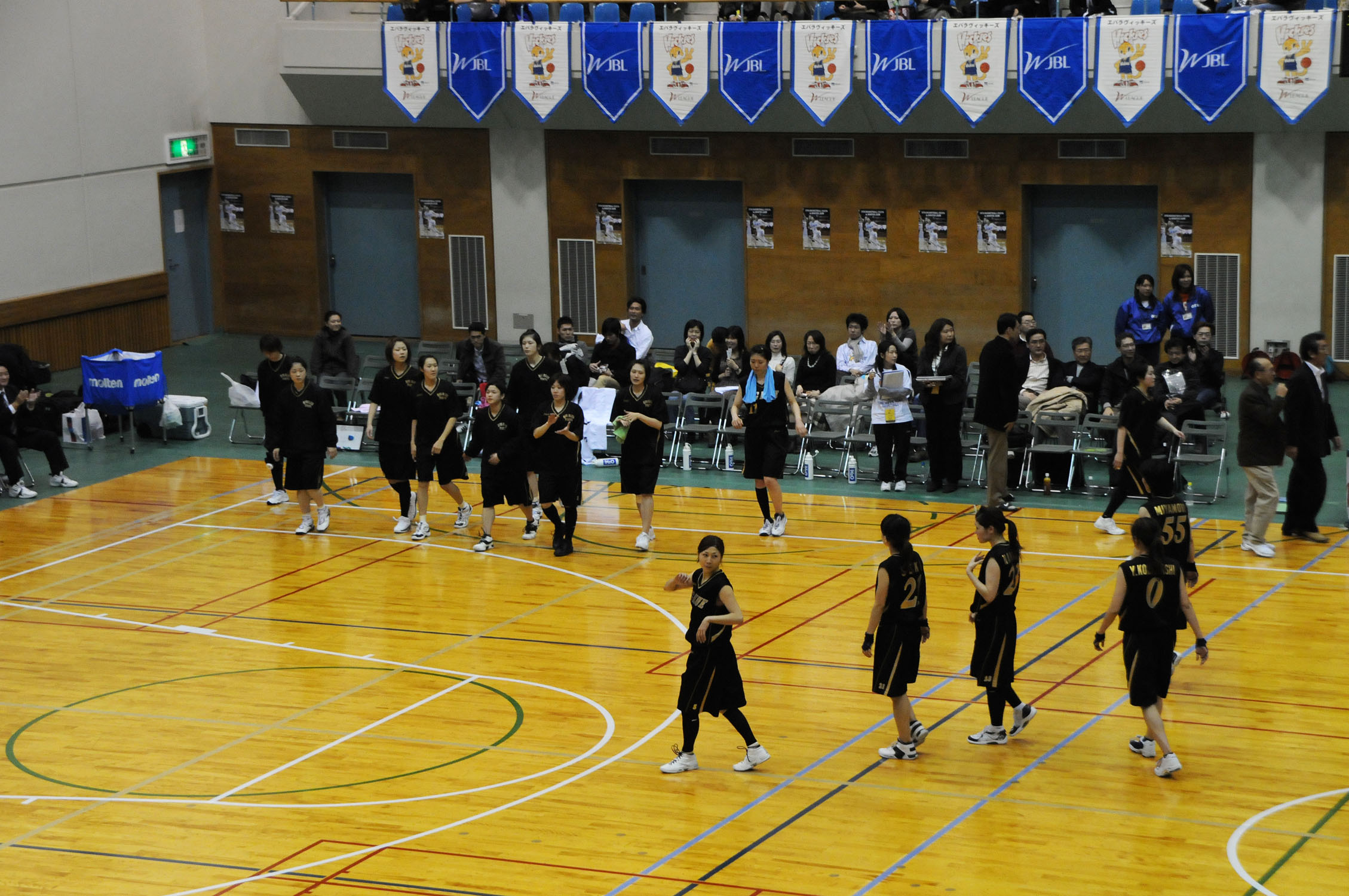
2009年2月7日、大田区大森スポーツセンター

東京海上日動ビッグブルー（とうきょうかいしょうにちどうビッグブルー、英: Tokio Marin Nichido Bigblue）は、東京都練馬区をホームタウンとして関東実業団リーグに所属していた女子バスケットボールチームである。

## 概要・歴史
1951年発足。2002年限りで休部となった東北電力ジャックサンダースを吸収。同年、W1リーグ昇格。当初は「東京海上ビッグブルー」だったが、東京海上が日動火災と合併し東京海上日動火災保険となったため2004年より東京海上日動ビッグブルーになる。
2007年より「ビッグブルー東京」になる。しかし、活動資金不足のため、2011-12シーズンを最後にWJBLから退会を表明。以降は関東実業団リーグで活動。
2012年はチーム名も東京海上日動ビッグブルーに戻した上で関東実業団1部に所属し、5戦全勝で優勝を飾った。
関東実業団選手権も優勝。
しかし、2013-14シーズンを最後に選手が大量離脱することになったため、チームは廃部。現在は男子バスケットボールチームのみ継続している。

## 選手とスタッフ

### スタッフ
- ヘッドコーチ：松下憲治
- 監督：魚井達浩
- アシスタントコーチ：宮本美希

### 選手
| No. | 名前       | ポジション         | 生年 | 身長  | 体重 | 出身   | 前所属                              |
| --- | ---------- | ------------------ | ---- | ----- | ---- | ------ | ----------------------------------- |
| 0   | 小林優子   | フォワード         | 1981 | 170cm | 58kg | 埼玉県 | 青山学院大学                        |
| 1   | 前田優香   | ガードフォワード   | 1983 | 160cm | 55kg | 熊本県 | 拓殖大学                            |
| 2   | 宮里祥子   | ガード             | 1984 | 154cm | 52kg | 大阪府 | オレンジクラブ                      |
| 6   | 相原渚     | センターフォワード | 1987 | 174cm | 63kg | 東京都 | 専修大学                            |
| 9   | 柘植由美子 | フォワード         | 1982 | 170cm | 62kg | 静岡県 | 甲府クィーンビーズ                  |
| 21  | 関布紗子   | ガードフォワード   | 1982 | 168cm | 58kg | 静岡県 | アイシン・エィ・ダブリュ ウィングス |
| 51  | 阿部有希子 | センターフォワード | 1985 | 180cm | 68kg | 福島県 | 東北学院大学                        |
| 55  | 宮本美希   | ガードフォワード   | 1975 | 166cm | 65kg | 宮城県 | 東北電力                            |

## 過去の主な所属選手
- 鶴田智美
- 山西麻依
- 小松さやか
- 半澤愛子